# Czapski
Czapski – polski herb hrabiowski, odmiana herbu Leliwa, nadany w zaborze pruskim.

## Opis herbu
W polu błękitnym nad półksiężycem złotym rogami do góry – sześciopromienna gwiazda złota. Nad tarczą w koronie hrabiowskiej na pawim ogonie taki sam półksiężyc i gwiazdy.

## Najwcześniejsze wzmianki
Według Adama Amilkara Kosińskiego herb nadany został w 1804 generałom Mikołajowi i Józefowi braciom Czapskim, przez króla pruskiego Fryderyka Wilhelma III.

## Herbowni
- Czapscy herbu Leliwa